# Corcovado-Bergbahn
| Triebwagen der Corcovado-Bergbahn |                                    |                                                                  |                             |
| Streckenverlauf mit den vier aktiven Stationen (Stand: 2024) |                                    |                                                                  |                             |
| Streckenlänge: | 3,82 km                            |                                                                  |                             |
| Spurweite: | 1000 mm (Meterspur)                |                                                                  |                             |
| Stromsystem: | 900 V 60 Hz ∆                      |                                                                  |                             |
| Maximale Neigung: | 300 ‰                              |                                                                  |                             |
| Minimaler Radius: | 60 m                               |                                                                  |                             |
| Zahnstangensystem: | Riggenbach                         |                                                                  |                             |
| Streckengeschwindigkeit: | bergwärts 25 km/h talwärts 12 km/h |                                                                  |                             |
| |                                    |                                                                  |                             |
| \| \| 0,00 \| Cosme Velho \| 39 m \| \| \| \| Oficina TdC \| \| \| \| 0,85 \| Morro do Inglês \| 175 m \| \| \| 1,04 \| Viaduto do Silvestre (75 m) \| Viaduto do Silvestre (75 m) \| \| \| \| \| \| \| \| 1,13 \| Silvestre (bis 1966) ehem. Übergang zur Straßenbahn Santa Teresa \| 235 m \| \| \| \| \| \| \| \| \| Estrada das Paineiras \| \| \| \| 1,72 \| Desvio Novo (Ausweiche) \| 307 m \| \| \| 1,88 \| Ponte das Velhas (25 m) \| Ponte das Velhas (25 m) \| \| \| 2,01 \| Ponte das Caboclas (25 m) \| Ponte das Caboclas (25 m) \| \| \| \| Estrada das Paineiras \| \| \| \| \| Estrada do Corcovado \| \| \| \| 2,70 \| Paineiras \| 464 m \| \| \| \| (max. Neigung 300 ‰) \| \| \| \| \| Estrada do Corcovado \| \| \| \| 3,74 \| Cristo Redentor (Alto do Corcovado) \| 670 m \| \| \| 3,78 \| Parada \| Parada \| \| \| \| Corcovado \| 710 m \| ORM-Karte |                                    |                                                                  |                             |
| Haltepunkt / Haltestelle Streckenanfang | 0,00                               | Cosme Velho                                                      | 39 m                        |
| Betriebsstelle Streckenanfang und quer · Abzweig geradeaus und nach rechts |                                    | Oficina TdC                                                      | Oficina TdC                 |
| Bahnhof | 0,85                               | Morro do Inglês                                                  | 175 m                       |
| Brücke | 1,04                               | Viaduto do Silvestre (75 m)                                      | Viaduto do Silvestre (75 m) |
| |                                    |                                                                  |                             |
| ehemaliger Haltepunkt / Haltestelle | 1,13                               | Silvestre (bis 1966) ehem. Übergang zur Straßenbahn Santa Teresa | 235 m                       |
| |                                    |                                                                  |                             |
| Strecke mit Straßenbrücke |                                    | Estrada das Paineiras                                            | Estrada das Paineiras       |
| Dienststation / Betriebs- oder Güterbahnhof | 1,72                               | Desvio Novo (Ausweiche)                                          | 307 m                       |
| Brücke | 1,88                               | Ponte das Velhas (25 m)                                          | Ponte das Velhas (25 m)     |
| Brücke | 2,01                               | Ponte das Caboclas (25 m)                                        | Ponte das Caboclas (25 m)   |
| Strecke mit Straßenbrücke |                                    | Estrada das Paineiras                                            | Estrada das Paineiras       |
| Brücke |                                    | Estrada do Corcovado                                             | Estrada do Corcovado        |
| Bahnhof | 2,70                               | Paineiras                                                        | 464 m                       |
| Strecke |                                    | (max. Neigung 300 ‰)                                             | (max. Neigung 300 ‰)        |
| Strecke mit Straßenbrücke |                                    | Estrada do Corcovado                                             | Estrada do Corcovado        |
| Haltepunkt / Haltestelle Strecke ab hier außer Betrieb | 3,74                               | Cristo Redentor (Alto do Corcovado)                              | 670 m                       |
| | 3,78                               | Parada                                                           | Parada                      |
| |                                    | Corcovado                                                        | 710 m                       |

Die Corcovado-Bergbahn (portugiesisch Trem do Corcovado, TdC) ist eine meterspurige Zahnradbahn mit Leiterzahnstange nach System Riggenbach und führt auf den 710 m hohen Corcovado, eines der Wahrzeichen von Rio de Janeiro.
Die Corcovado-Bergbahn ist eine der wenigen Bahnen, die mit Drehstrom fahren. Sie hat daher zwei Fahrdrähte (für zwei Phasen), ebenso wie die Jungfraubahn und Gornergratbahn; die dritte Phase bildet die Schiene.

## Geschichte
Der Auftrag zum Bau der Bahn wurde bereits am 7. Januar 1882 durch Kaiser Peter II. erteilt. Die beiden Ingenieure Teixeira Soãres und Francesco Passos erhielten eine Konzession für den Bau. Sie wurde 1884 eröffnet, wobei man den Gipfel erst seit dem 1. Juli 1885 erreichen kann.
1910 wurde die Bahn elektrifiziert. Dazu lieferte die Schweizerische Lokomotiv- und Maschinenfabrik (SLM)  1909 drei zweiachsige Drehstromlokomotiven, ähnlich der Lokomotiven Typ He 2/2 der Jungfraubahn. Die Corcovadobahn war damit die erste elektrisch betriebene Bahn in Brasilien.

## Strecke und Betrieb
Die Strecke verläuft eingleisig und besitzt einige Ausweichstellen, die teilweise als Haltepunkte verwendet werden (Teils nur für Anwohner). Eine Besonderheit bietet die Ausweichstelle Paineiras, die als Rückdrückgleis ausgeführt ist.
Der Ausgangspunkt der Bahn befindet sich in einer Höhe von 40 m. ü. M. Bei einer mittleren Neigung von 167 ‰ fährt die Bahn die 3824 m lange Strecke in 25 Minuten auf 670 m Höhe. Der steilste Abschnitt weist bis zu 300 ‰ auf. Bergauf wird mit maximal 15, bergab mit 12 km/h gefahren. Die Zahnradbahn durchquert bei der Fahrt zum Gipfel des Corcovado den im Jahre 1961 eröffneten Nationalpark des 40 km² umfassenden Tijuca-Regenwaldes.
Bis 2019 verkehrten drei 1975 wiederum bei der SLM in Winterthur gebaute Doppeltriebwagen, in denen maximal 121 Personen Platz fanden. Ein vierter Triebwagen war identisch mit der talseitigen Hälfte der Doppeltriebwagen. Die Fahrzeuge kamen ab 1979 zum Einsatz, nachdem auch die Infrastruktur modernisiert worden war. Sie wurden 2019 durch neue Fahrzeuge, die bei Stadler Rail in der Schweiz hergestellt wurden, ersetzt. Statt 15 km/h erreichen die neuen Fahrzeuge nun eine maximale Geschwindigkeit von 25 km/h. Damit dauert die Bergfahrt noch 15 Minuten. Bei der Talfahrt wird Energie über die Rekuperationsbremse zurückgespeist, was zu einer Ersparnis von 75 % beim Stromverbrauch führt.

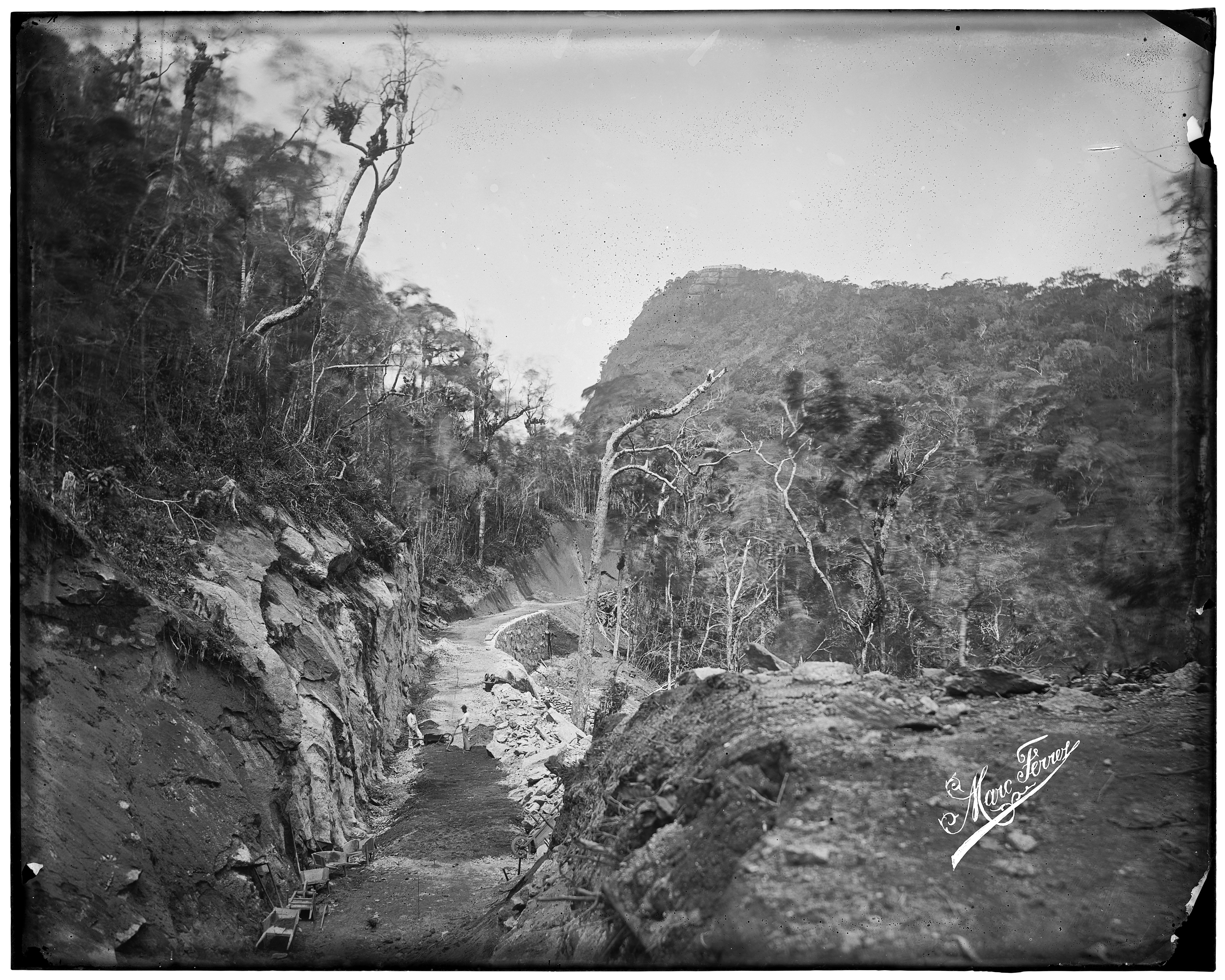
Ansicht während der Bauzeit. Bergkuppe im Hintergrund noch ohne Christusstatue
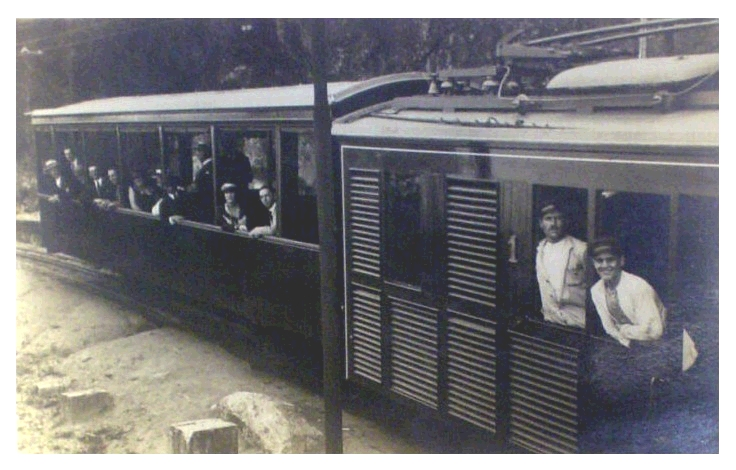
Zug mit Lokomotive He 2/2 Nr. 1 von 1909
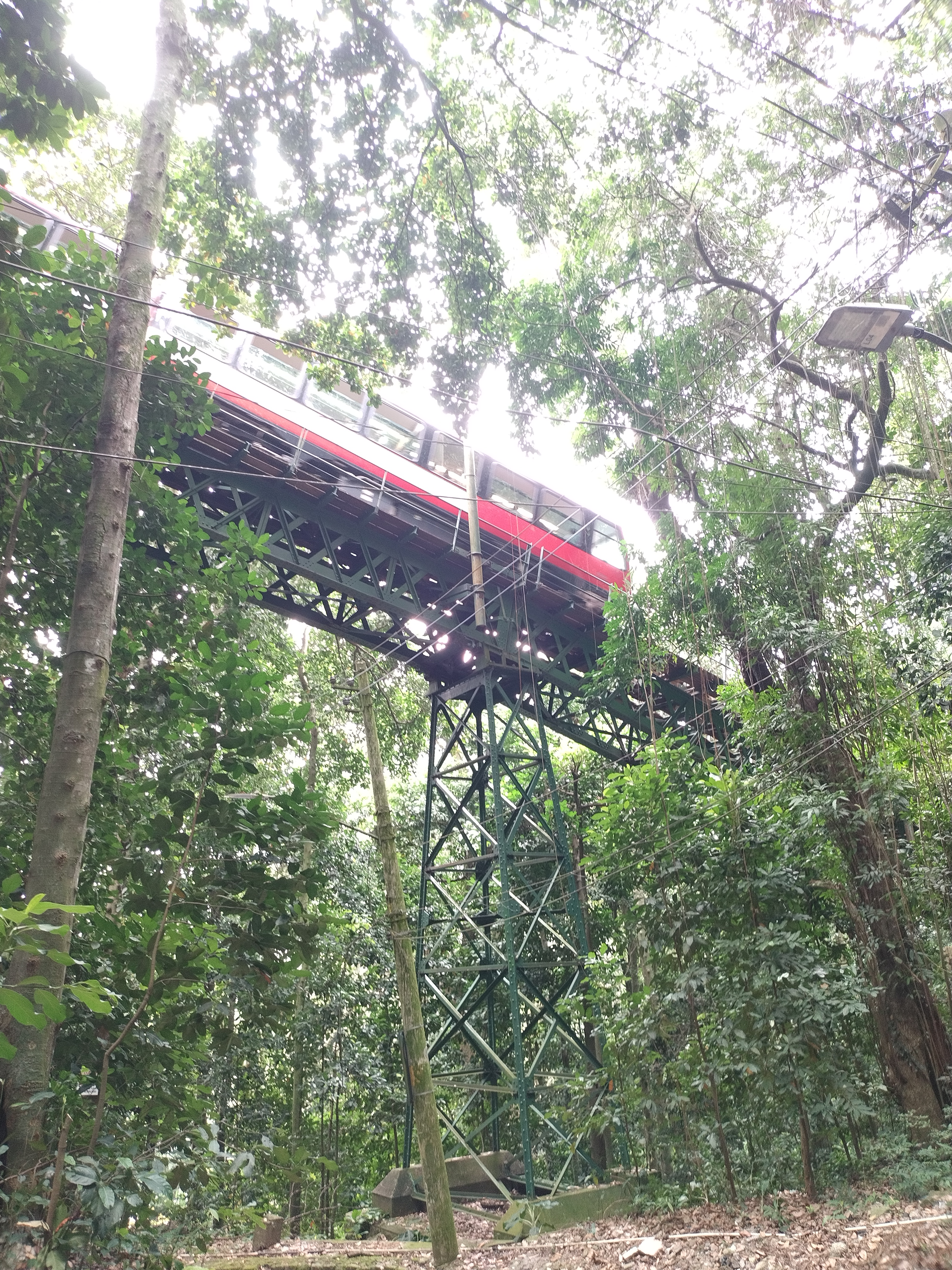
Zug der 4. Generation auf der Brücke Ponte do Silvestre
- Typenblatt der SLM für die Triebwagen Bhe 2/4

## Galerie

Bhe 2/4 vom Typenblatt der SLM
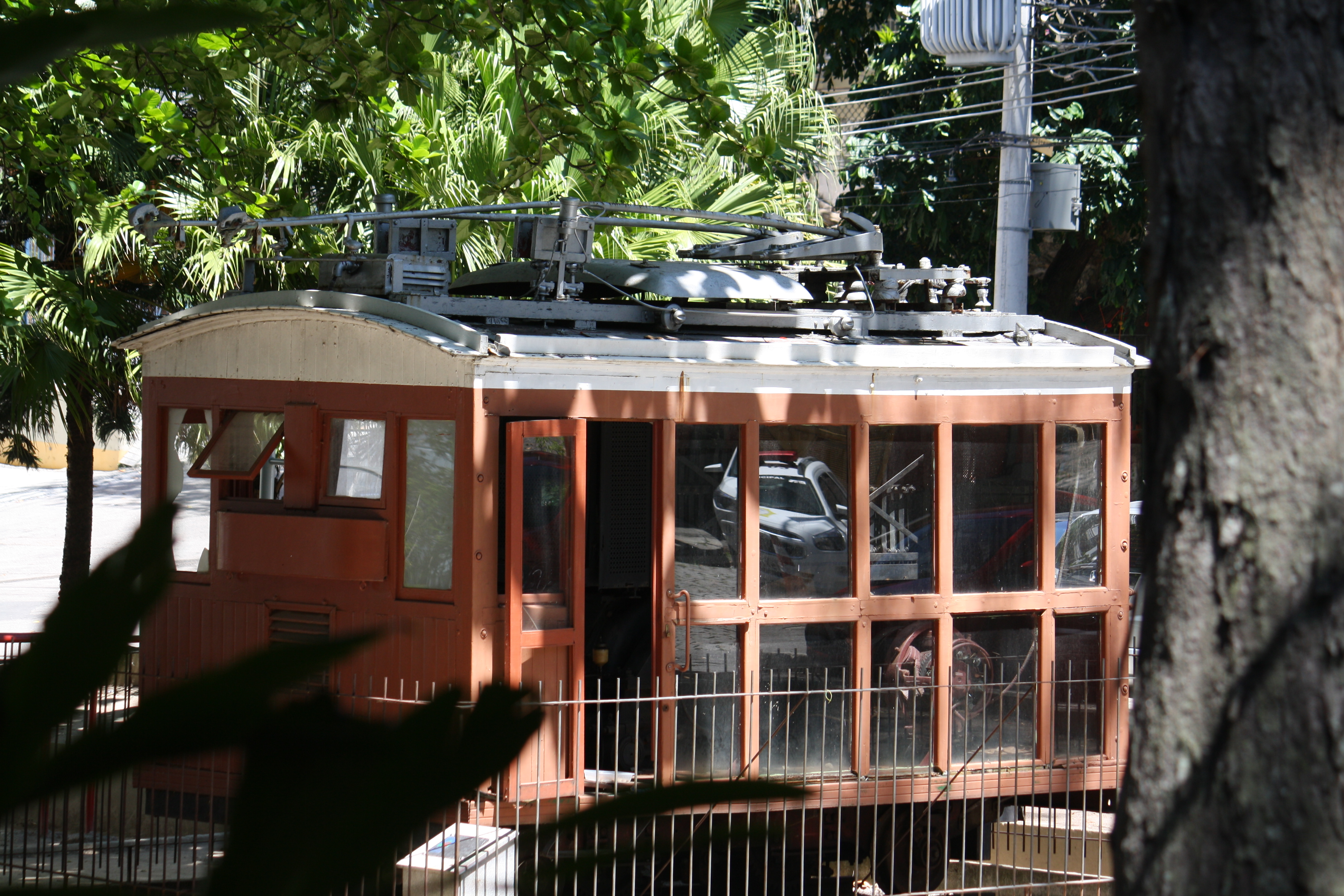
Corcovadobahn – elektrische Lokomotive von 1909, ausgestellt in der Station Cosme Velho 2015
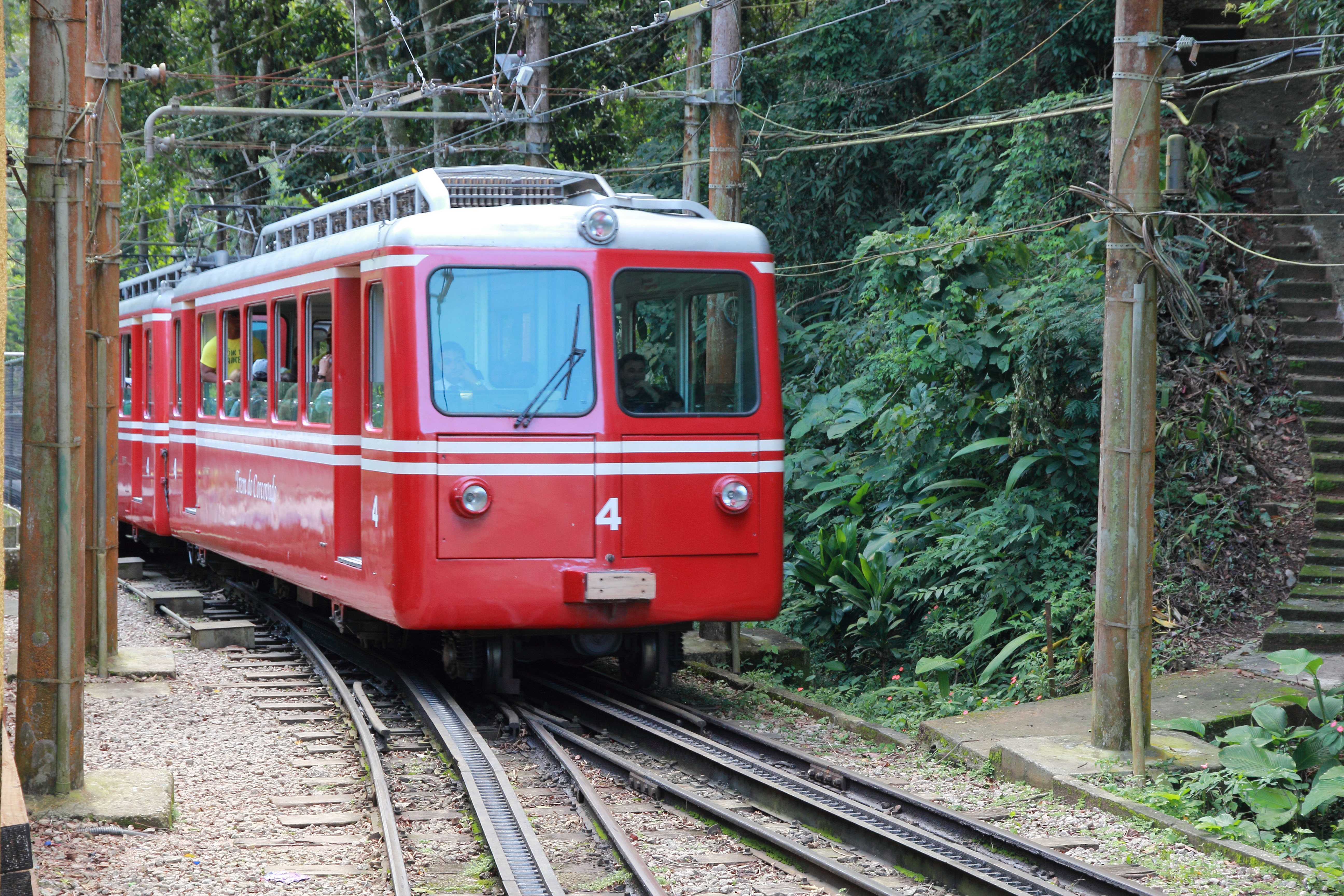
Bhe 2/4 Nr. 4 bei der Station Paineiras
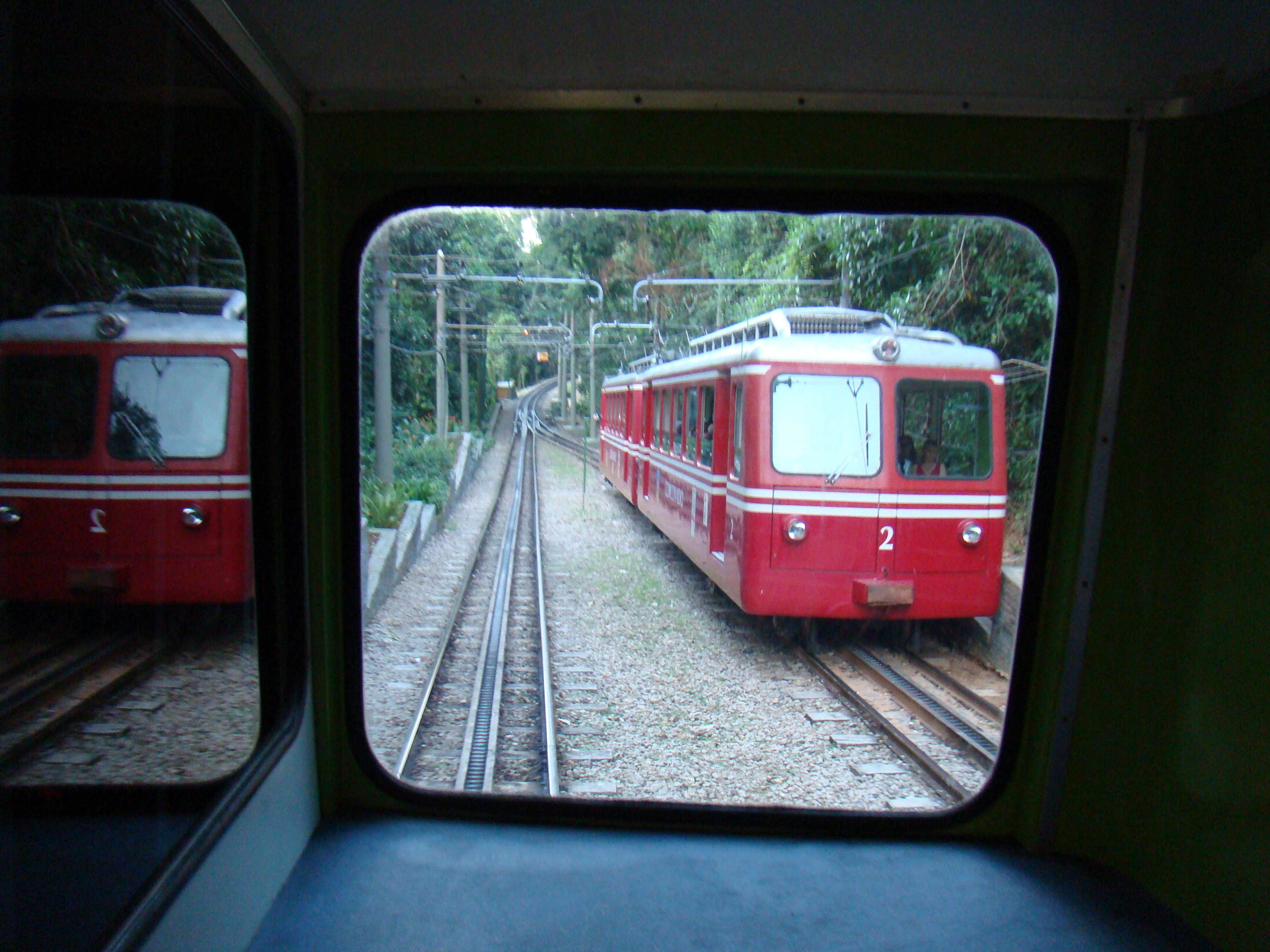
Blick aus dem Führerstand
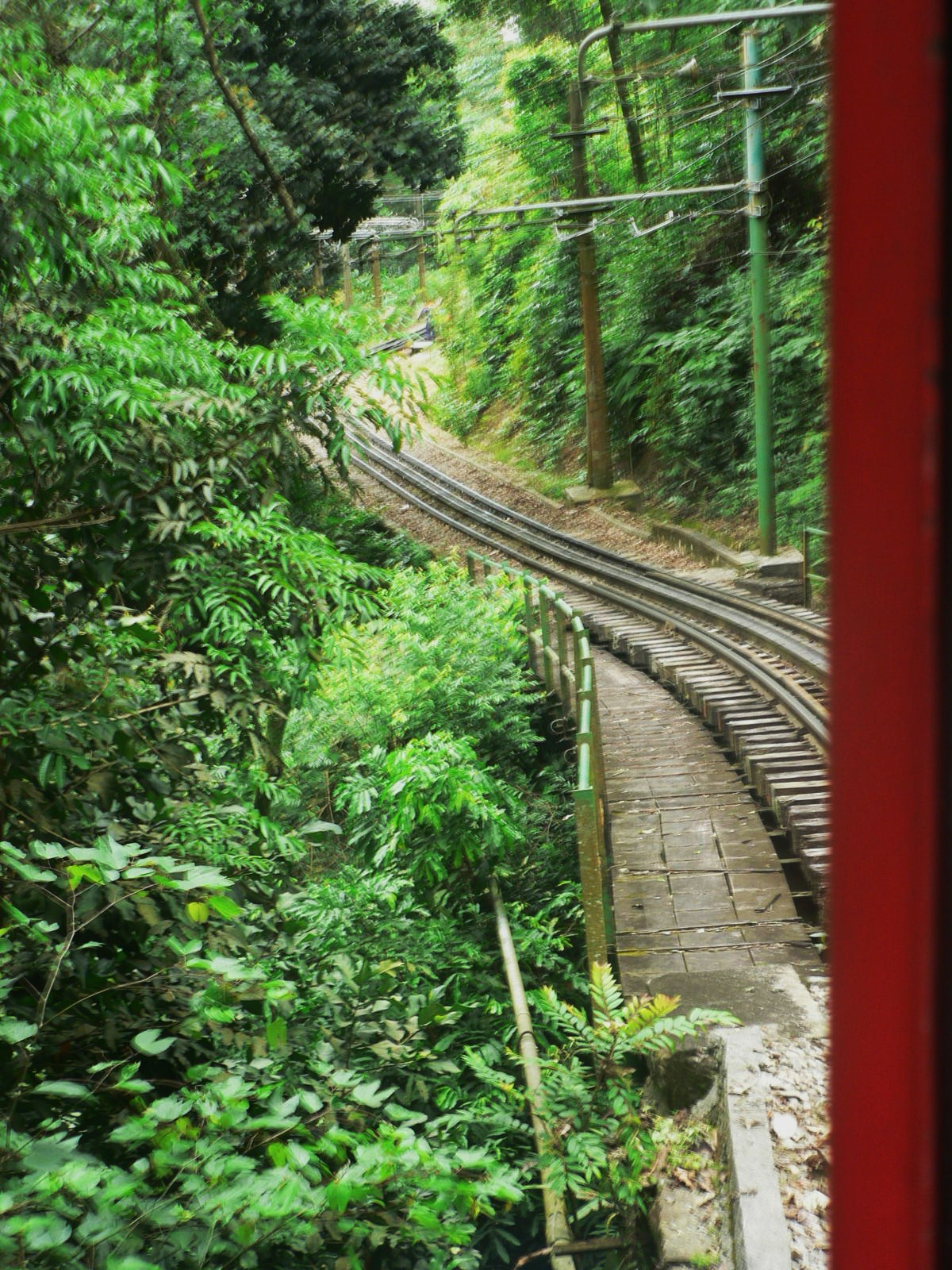
Streckenverlauf
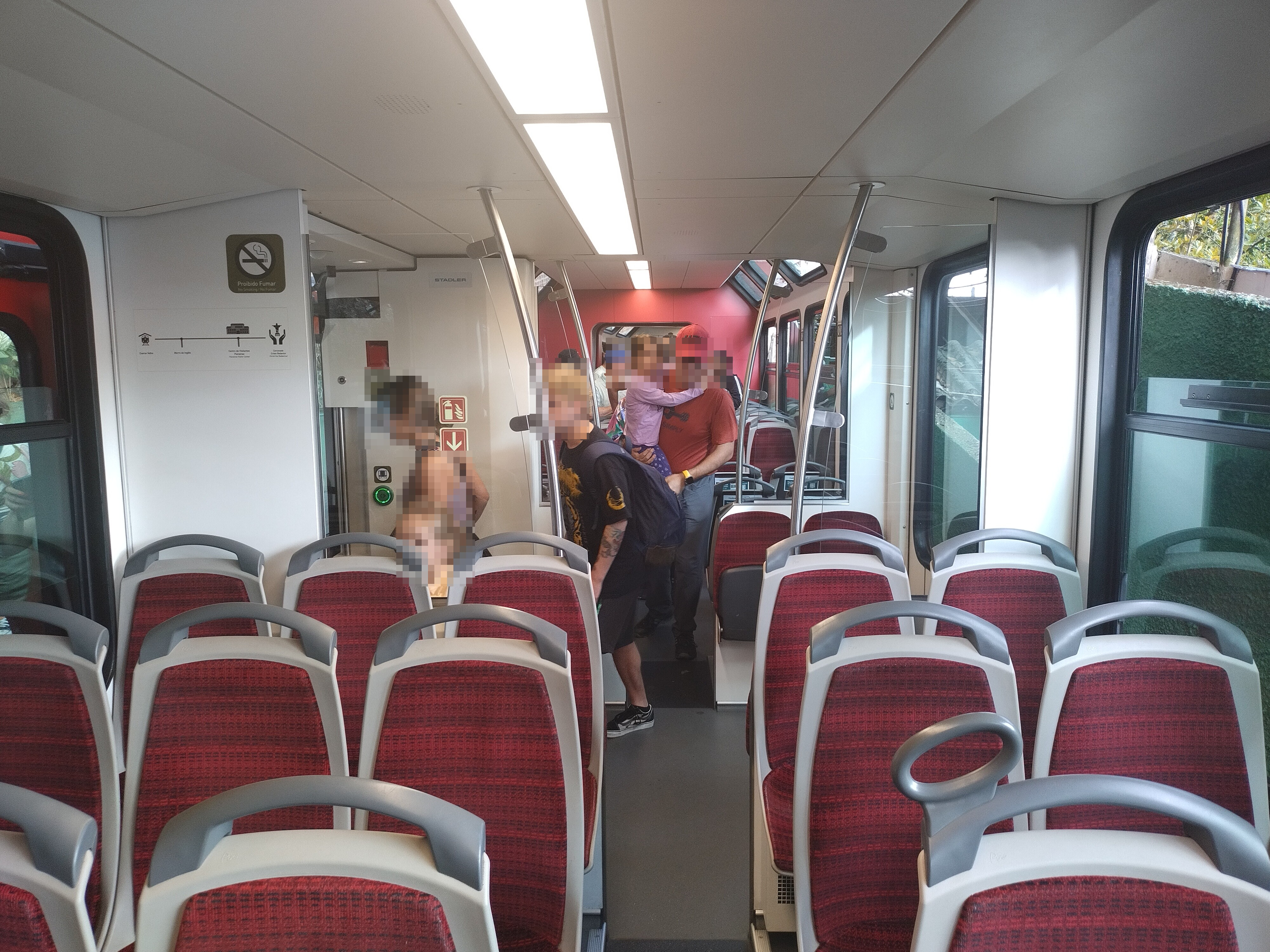
Zug der 4. Generation von innen